# واریته گیاهی (قانون)

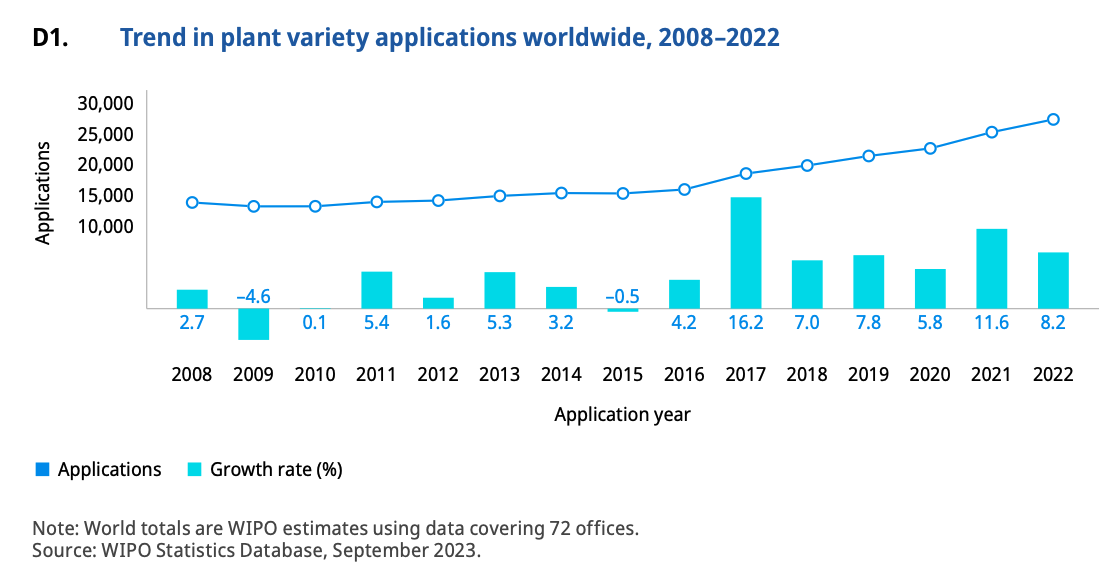
کاربرد واریته گیاهی بر اساس منطقه، ۲۰۱۲ و 2022. WIPI ۲۰۲۳.

واریته گیاهی (به انگلیسی: Plant variety) یک اصطلاح حقوقی است که پیرو کنوانسیون اتحادیه بین‌المللی حفاظت از گونه‌های جدید گیاهان (UPOV) است. به رسمیت شناختن یک گیاه کشت‌شده (یک رقم) به عنوان یک «واریته» در این معنای خاص، حمایت قانونی را برای به‌نژادگر آن، به اصطلاح حقوق به‌نژادگران گیاه، بستگی به قوانین داخلی کشورهای امضاکننده UPOV، مانند قانون حفاظت از تنوع گیاهی در ایالات متحده فراهم می‌کند.
این «واریته» (که طبق قوانین ملی از نظر وضعیت متفاوت خواهد بود)، نباید با رتبه آرایه‌شناختی بین‌المللی «جوره» (تعیین‌شده توسط کد بین‌المللی نام‌گذاری جلبک‌ها، قارچ‌ها و گیاهان) و همچنین با اصطلاح «رقم» (تعیین‌شده توسط کد بین‌المللی نام‌گذاری گیاهان کشت‌شده) اشتباه گرفته شود. برخی از باغبانان از «واریته» به‌طور نادقیق استفاده می‌کنند. برای مثال، انگورکاران تقریباً همیشه از ارقام انگور به عنوان «واریته انگور» یاد می‌کنند.
اتحادیه اروپا سیستمی را ایجاد کرده است که به گونه‌های گیاهی جدید حقوق مالکیت معنوی به نام حق واریته گیاهی جامعه اعطا می‌کند. این کار در سراسر اتحادیه اروپا معتبر است و مطابق با توافقنامه‌های TRIPS / WTO و کنوانسیون UPOV 1991 است.
در سال ۲۰۲۲، حدود ۲۷۲۶۰ درخواست واریته گیاهی در سراسر جهان ثبت شد که ۸٫۲ درصد نسبت به سال ۲۰۲۱- هفتمین سال متوالی رشد افزایش داشت. چین بیشترین رشد جهانی را داشته و پس از آن بریتانیا بود.